# Frente Social Cristiano
El Frente Social Cristiano fue una coalición electoral chilena creada formalmente el 6 de agosto de 2021 entre el Partido Republicano y el Partido Conservador Cristiano para las elecciones parlamentarias de 2021.

## Historia

### Antecedentes
El 11 de enero de 2021 el Partido Republicano en conjunto con Chile Vamos inscribieron una lista denominada «Vamos por Chile» para las elecciones de convencionales constituyentes, de esta forma siendo la única lista de derecha versus varias listas de izquierda. Esta alianza generó repercusiones dentro de la misma coalición, especialmente la candidata a convencional por el distrito 10 Teresa Marinovic (ingresando como independiente en cupo de Renovación Nacional) la cual de acuerdo a personas de Renovación Nacional y Evolución Política, su nombre no figuraba en ninguno de los trece candidatos que el Partido Republicano presentó en los consejos generales de cada colectivo.
La polémica se agudizó cuando su compañera de lista Sylvia Eyzaguirre presentó su renuncia a su candidatura como constituyente al presidente de Renovación Nacional Rafael Prohens, argumentando que no se respetaron las condiciones determinadas al momento de aceptar ser candidata —aludiendo a que Marinovic no estaba considerada en la lista en ese momento— y que no deseaba competir en la misma lista con alguien que tenía valores contrarios a los de ella. Sin embargo, su renuncia requería la firma de todos los presidentes de los partidos que conformaban Vamos por Chile por lo que su nombre aparecería de igual manera en la papeleta y decidió hacer campaña de igual forma.

### Inscripción

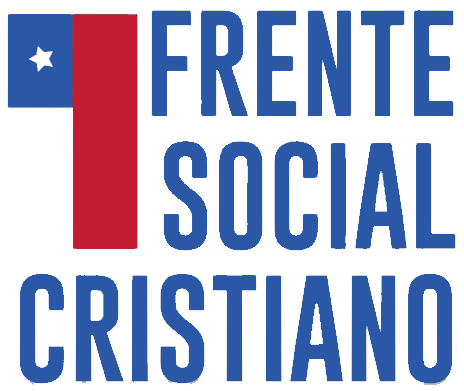
Primer emblema de la coalición

Luego de los resultados obtenidos en las megaelecciones de mayo de 2021, José Antonio Kast descartó la idea de hacer una primaria presidencial en conjunto con Chile Vamos mientras que varios del oficialismo discutían si la incorporación del Partido Republicano les perjudicó más que favorecerlos y si era prudente seguir con el pacto denominado «Vamos por Chile» en primarias presidenciales y en las elecciones parlamentarias.
Finalmente el 6 de agosto de 2021 el Partido Conservador Cristiano junto al Partido Republicano e independientes inscribieron ante el Servicio Electoral de Chile el pacto «Frente Social Cristiano» para las elecciones parlamentarias de noviembre de ese mismo año, mientras que en las elecciones de consejeros regionales irán cada uno en una lista individual.
La coalición dejó de existir formalmente en febrero de 2022 cuando el PCC no alcanzó los votos suficientes para mantener su legalidad.

## Composición
Estuvo conformada por los siguientes partidos:
| Partido                       | Presidente        |
| ----------------------------- | ----------------- |
| Partido Conservador Cristiano | Antaris Varela    |
| Partido Republicano           | José Antonio Kast |

## Resultados electorales

### Elecciones parlamentarias
|  | 11,18 % |

|  | 8,62 % |

### Elecciones de consejeros regionales
| Elección | Votos   | % de votos      | Escaños |
| -------- | ------- | --------------- | ------- |
| 2021     | 491 852 | \| \| 8,02 % \| | 18/302  |
|          | 8,02 %  |                 |         |